# HD 157243
HD 157243，又名CD-4411669，SAO 227911、HR 6460，是一颗恒星，视星等为5.12，位于銀經344.86，銀緯-4.62，其B1900.0坐标为赤經17h 16m 58s，赤緯-44° -4.62′ 59″。